# Stanislav Tarasenko
Stanislav Vasil'evič Tarasenko (in russo Станислав Васильевич Тарасенко?; 23 luglio 1966) è un ex lunghista russo.

## Palmarès

### Mondiali
- 1 medaglia:
  - 1 argento (Stoccarda 1993 nel salto in lungo)

## Altre competizioni internazionali
1993
- Coppa Europa di atletica leggera ( Roma)